# 都会运输警察局
[[
都会运输警察局（英語：MTPD）是1976年6月4日成立的美國华盛顿都会区运输局（WMATA）下屬治安机构。 
都会运输警察局在美国执法部门中是独一无二的，因为它是美国唯一在三个不同的司法管辖区（马里兰州，弗吉尼亚州和哥伦比亚特区）均拥有交通运输系统執法权限的警察机构。该部门有490名警察，170名特警和100多名文职人员。新宣誓的警察在北弗吉尼亚州刑事司法培训学院完成了23周的初始培训，然后在地铁交通警察学院完成了15周的培训，其中包括在马里兰州和哥伦比亚特区法律方面的培训，然后在10周的现场培训中完成了实地训练。培训结束后，所有宣誓就职的警察都是马里兰州，哥伦比亚特区，弗吉尼亚州的联邦警察，并且与地铁服务区范围内的当地警察局具有相同的警察权力。
MTPD已获得执法机构认证委员会的认证。

## 巡逻

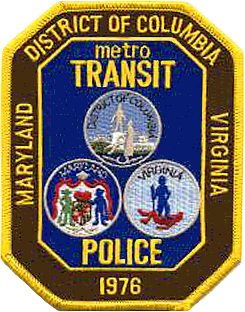
MTPD的前补丁，从1990年代到2016年使用。

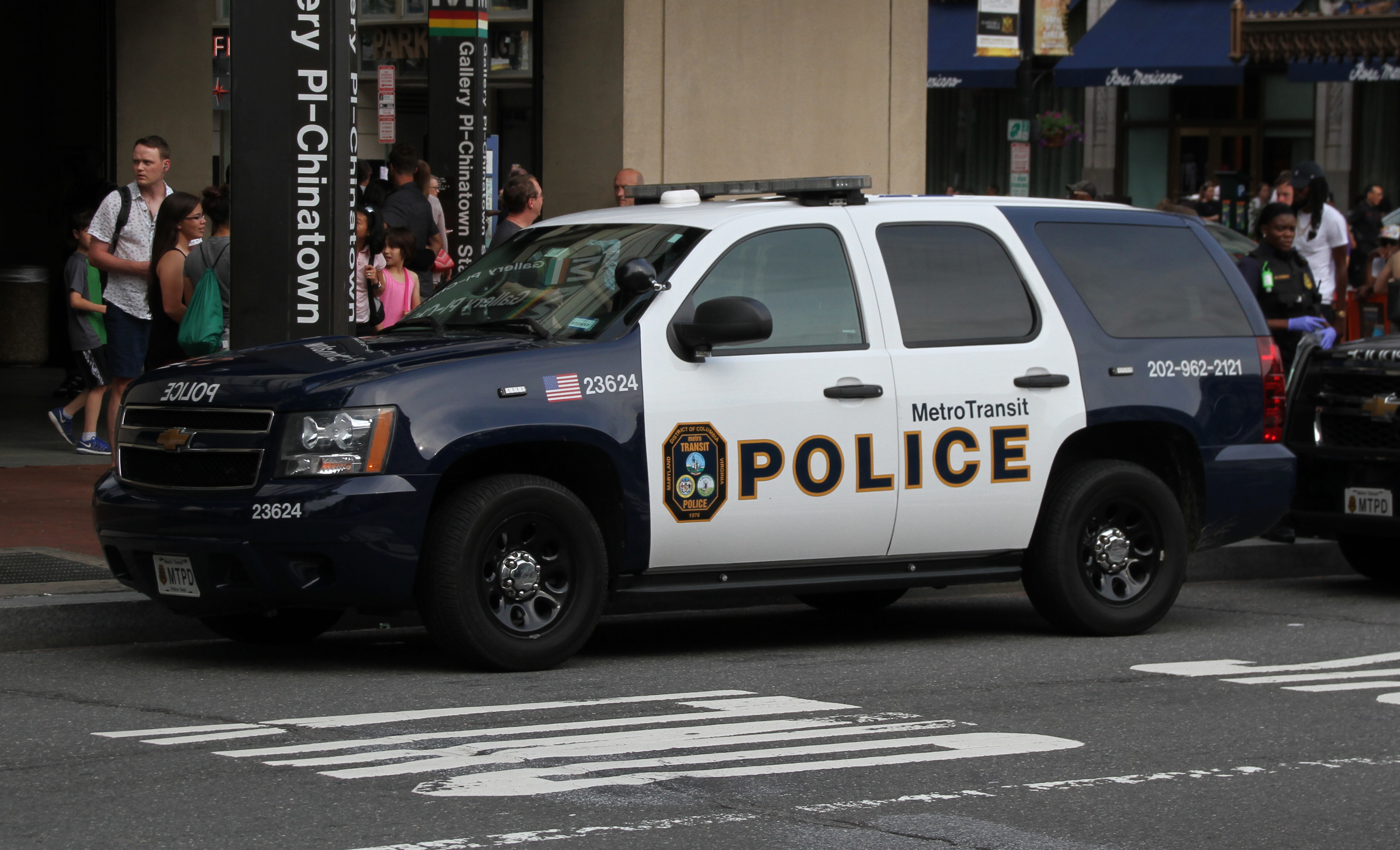
MTPD的雪佛兰Tahoe

穿制服或便衣的都会运输警察通过步行，骑自行车，骑摩托车以及有标志和无标志的警车巡逻华盛顿地铁和Metrobus系统。都会运输警察的侦探提供调查支援。在整个1,500-平方英里（3,900-平方）内，都会运输警察具有管辖权和逮捕权  在150英尺（46）内地铁服务区，该地铁服务区是由运输当局控制或运营的拥有（包括巴士站）拥有的设施上发生的犯罪和交通违法行为地铁站，或危及地铁财产或顾客的地铁站。这些司法管辖区的边界并没有限制地铁运输警察因在紧追或紧追中犯下，侵害或侵害此类设施的违法行为而在过境区逮捕或执行交通引用和刑事诉讼程序。在穿制服的巡逻中，都会运输警察如果发现地铁服务区内但在契约规定的管辖范围之外发生严重犯罪，则有权采取警察行动。都会运输警察在行使职权时，要与签署人及其机构的法定组成机构同时行使职权，而签署人及其所属的政治分支机构应设在管理局的任何过境设施中，或者管理局在其中从事任何服务。 
都会运输警察积极参与保护地铁乘客和基础设施免受恐怖威胁的袭击。在2001年9月11日的袭击， 2004年的马德里火车爆炸和2005年7月7日的伦敦地铁爆炸之后，并且，地铁运输警察特别响应小组的成员定期进行武装扫荡，同时手持特殊武器系统，H＆K MP5冲锋枪，并由爆炸物检测K-9小组提供支援。此外，该部门还设有专门的爆炸物处理小组。
目前，都会运输警察使用SIG Sauer P320 Carry 9mm，该枪作為标准配備武器。在此之前，都会运输警察携带的是SIG Sauer P226或P229，可容纳.40 S＆W 。都会运输警察进行训练并经过认证，可以携带胡椒球发射器和发射枪。

### 殉职警员
自地铁运输警察局成立以来，有两名警员在值班中被杀。 小哈里·戴维斯警员（Harry Davis, Jr.）在调查1993年12月20日停在Landover站附近的失窃车辆时，在马里兰州兰多弗被枪杀。  2001年6月10日，马龙·莫拉莱斯警员在U街地铁站被一名逃票嫌疑犯射杀。莫拉莱斯因伤势过重而死于2001年6月13日。两起谋杀案的嫌疑人都被确认、逮捕、审判和定罪。2004年7月30日，杀害戴维斯的凶手被判一级谋杀罪，杀害莫拉莱斯的凶手被判终身监禁，不得假释。

## 政策规定

### 禁止饮食
当地法规严格禁止乘客在都会巴士，华盛顿地铁车箱或车站内进食或饮水。警员在观察到任何犯罪活动时必须采取警察行动，但是因这些轻微违规而被捕的情况很少。一个例外是2000年10月23日，当时一名12岁的女孩因在Tenleytown–AU地铁站拒绝停止吃炸薯条而被捕，搜查并戴着手铐。她被带到一个少年警察处理区，在那里她被拍照，录入指纹并被拘留，直到她的母亲来接她。事发时，除逮捕外，该军官没有法律权力对少年采取任何正式行动。此后该政策已更改，MTPD官员现在可以向未成年犯发出书面警告。另一起广为人知的案件发生在2004年7月16日，当时一名美国国家环境保护局雇员带着PayDay糖果棒进入地铁中心站。在通过检票口之前，都会运输警察告诉她先吃完糖果，然后她才能进入付费区域。然而，她将糖果棒塞到嘴里，继续在车站时嚼着。她随后拒绝配合签发犯罪传票后被捕。
华盛顿都会区交通局的零容忍政策在涉及犯罪（包括饮食，乱丢垃圾和其他形式的疾病）方面体现了减少犯罪的破窗效应理念，尽管有时被视为过當行为。根据刑事司法作家Nancy G. La Vigne的说法，减少犯罪的尝试，以及在考虑预防犯罪的前提下设计车站环境，促成了一个事实，在1996年华盛顿地铁被认为是美国最安全，最清洁的地铁系统。最近发生了几起安全事件，包括2016年3月15日全天停工，使得地铁受到了媒体和社区的质疑。

### 洗手间
破窗效应理念还扩展到车站厕所设施的使用。 华盛顿地铁的长期政策限制只允许员工使用洗手间，以防止诸如涂鸦之类的不良活动。一个广为流传的例子是，一名孕妇在2016年6月被Shady Grove车站的车站经理拒绝进入洗手间。地铁现在允许获得站长许可的乘客使用洗手间，除非在恐怖警报加剧期间。

### 随机行李检查
2010年12月，都會運輸警察开始在随机指定的地铁站检查对随身携带行李进行炸药和武器随机搜查。